# László Nemes
László Nemes (tiếng Hungary: [ˈlaːsloː ˈnɛmɛʃ ˈjɛlɛʃ]; tên lúc sinh Nemes Jeles László; 18 tháng 2 năm 1977) là một đạo diễn và biên kịch Hungary. Phim nổi bật đầu tay năm 2015 của anh, Son of Saul, được chiếu tại các cuộc thi chính tại liên hoan phim Cannes 2015, nơi nó giành được Grand Prix. Anh là đạo diễn Hungary đầu tiên có phim đoạt một Giải Quả cầu vàng cho phim ngoại ngữ hay nhất. Phim của anh, Son of Saul, là bộ phim Hungary thứ nhì đoạt giải Oscar cho phim ngoại ngữ hay nhất.

## Cuộc sống và sự nghiệp
Nemes sinh ra tại Budapest, nhưng lớn lên ở Paris, là con trai của đạo diễn phim và nhà hát András Jeles. Anh đã trở nên quan tâm đến việc làm phim khi còn trẻ, khi anh thực hiện bộ phim kinh dị trong tầng hầm của nhà Paris của mình. Sau khi nghiên cứu lịch sử, quan hệ quốc tế và kịch, anh bắt đầu làm trợ lý đạo diễn ở Pháp và Hungary về ngắn và phim truyện. Trong hai năm, anh làm việc như trợ lý Béla Tarr trong thời gian quay bộ phim The Man from London.